# NGC 2889
NGC 2889 (również PGC 26806) – galaktyka spiralna z poprzeczką (SBc), znajdująca się w gwiazdozbiorze Hydry. Odkrył ją William Herschel 19 marca 1786 roku.
W galaktyce tej zaobserwowano supernową SN 2007rb.